# Franz Winninger
Franz Winninger (* 4. Oktober 1893 in Wien; † 4. April 1960 in Berlin) war ein österreichischer Landschafts- und Portraitmaler.

## Leben

Otto Ernst Hesse über Franz Winninger im Oktober 1920

Winninger studierte an der Kunstgewerbeschule in Wien bei Franz Čižek. Nach dem Studium begannen Wanderjahre durch Österreich bis nach Dalmatien. Winninger logierte in Klöstern und entgalt Unterkunft und Verpflegung durch das Restaurieren von Tafelbildern und Fresken. Zudem verfügte er über eine gute Naturstimme. Als Sänger von Volksliedern und als Jodler verdiente er sich in Städten und Dörfern, wo er zu malen beabsichtigte, den Lebensunterhalt. So kam er auch nach Paris. In einem Montmartre-Lokal entdeckte Henri Matisse den singenden und zwischen den Auftritten zeichnenden jungen Künstler und nahm ihn in seinem Atelier auf.
Von dort führte ihn der Weg nach München-Dachau, wo er im Kreis der dortigen Künstler vom Brettle-Gesang lebte und arbeitete. Empfehlungen brachten ihn 1912/1913 bis 1915 nach Frankfurt am Main. Über die Schauspielerin Grete Kaiser und ihre Freunde Heinrich George und Oskar Ebelsbacher fand er Eingang in künstlerisch aufgeschlossene Kreise und Aufnahme im Atelier des Malers und Sammlers Gustav Deubel. Von dessen Tochter stammt ein Foto, das Franz Winninger mit Gitarre zeigt. Der Mediziner Paul Ehrlich kaufte zwei Bilder und ebnete den Weg zu seinem Berliner Freund Alfred Blaschko. Winninger wurde Mitglied der Berliner Sezession  unter Max Liebermann. Das Porträt von Friedel Wittkowski (1916?), einer Nichte Liebermanns, machte Winninger über Nacht bekannt. Verschiedene Ausstellungen folgten, zuerst bei Axel Junker am Kurfürstendamm, in der Freien Sezession, bei Friedmann & Weber und im Jahre 1920 in der Galerie Carl Nicolai (alle Berlin), die Otto Ernst Hesse rezensierte. Carl Nicolai vertrat Winninger als Kunsthändler. Dessen Kartei über Verkäufe ist im Zweiten Weltkrieg verloren gegangen. Verschiedene Sammler kauften bei ihm Bilder. 1918 erfolgte die Heirat mit Maria Haase.
Mitte der zwanziger Jahre reiste er im Auftrag der Hermannsburger Mission nach Abessinien zum damaligen Ras Tafari, dem späteren Negus und Kaiser Haile Selassie. 1927 ließ er sich in Addis Abeba nieder. Im Jahre 1928 trennte er sich von seiner Frau Maria Haase.
Während des Zweiten Weltkriegs musste Winninger Deutschland verlassen und verbrachte die Jahre in England. Nach dem Krieg kehrte er zurück und ließ sich in Berlin nieder. Zwischen 1933 und seinem Tod 1960 ist von Ausstellungen nichts bekannt. 1965 gab es eine Retrospektive mit Lithographien und Zeichnungen im Graphischen Kabinett Karl Vonderbank in Frankfurt am Main, der 1966 eine zweite mit Gemälden in der Heusenstamm-Stiftung in Frankfurt folgte.

## Künstlerische Entwicklung
Winninger fing bereits als Siebenjähriger an, zu zeichnen. Da seine Familie sehr arm lebte, tauschte er seine Zeichnungen bei Bäckern und wo immer gegen Heller ein, um sich Material kaufen zu können.
Der Wiener Kunsthistoriker und Kritiker Arthur Rössler entdeckte seine frühe Begabung und führte ihn zu dem Maler Franz Čižek an die Wiener Kunstgewerbeschule. Hier wurden die Grundlagen zu seinem an der Natur orientierten Schaffen gelegt. Die Begegnung mit Henri Matisse in Paris erweiterte seine Farbpalette. Auch die Aquarelle der Afrika-Reisen verraten das in ihrer Farbigkeit.
In Berlin entstanden viele Zeichnungen von Brücken. Das schnelle Erfassen von Gruppen und Porträtzeichnungen waren seine Stärken. In Berliner Kaffeehäusern und Kaschemmen zeichnete er auf kleinen postkartengroßen Blättern die Menschen mit schnellem, skizzenhaftem Strich. Meist sind diese Arbeiten nicht datiert. 1920 entstanden die Lithographien zu dem Mappenwerk Irre Menschen (1921), die noch stark durch eine expressionistische Formensprache bestimmt sind, während das Porträt des Schriftstellers Hans Schiebelhuth (1895–1944) eher der Neuen Sachlichkeit zuzuordnen ist.